# Зыковская
Зыковская — деревня в Калязинском районе Тверской области. Входит в состав Старобисловского сельского поселения.

## География
Находится в юго-восточной части Тверской области на расстоянии приблизительно 15 км на юг-юго-восток по прямой от районного центра города Калязин.

## История
Была отмечена еще на карте Менде (состояние местности на 1848 год). В 1859 году здесь (тогда деревня Калязинского уезда Тверской губернии) было учтено 17 дворов, в 1978 — 32.

## Население
Численность населения: 138 человек (1859 год), 27 (русские 96 %) в 2002 году, 15 в 2010.